# Le Trianon
Le Trianon je pařížské divadlo, které se nachází na adrese 80, boulevard Marguerite-de-Rochechouart v 18. obvodu na úpatí kopce Montmartre.

## Historie
V roce 1894 byla pod názvem Trianon-Concert otevřena postavena koncertní síň na zahradě Élysée-Montmartre, kde následujícího roku vystupovali umělci jako Mistinguett, La Goulue, Grille d'aiguille, Valentin le Désossé. Ale v roce 1900 sál a část budov Élysée-Montmartre zničil požár.
Architekt Joseph Cassien-Bernard (žák Charlese Garniera a projektant mostu Alexandra III.) se ujal přestavby podniku, který byl slavnostně otevřen koncem roku 1902 pod názvem Trianon-Théâtre. Jeho název se postupně měnil na théâtre Victor-Hugo (1903), Trianon-Lyrique a nakonec Trianon. V roce 1908 se stalo pobočkou Opéra-Comique se specializací na operetu.

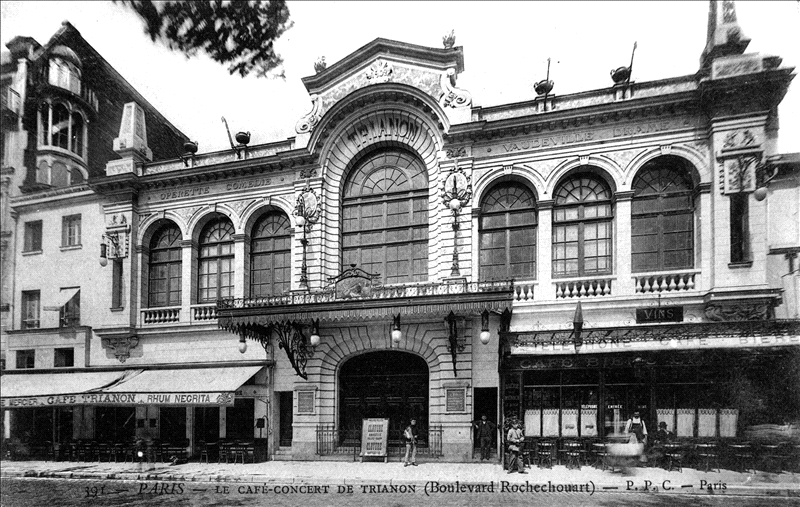
Le Trianon na počátku 20. století.

V roce 1936 Trianon sloužil jako hudební sál s umělci jako Yvette Guilbertová, Marie Dubas, Fréhel a Pierre Dac. Krátce před druhou světovou válkou se divadlo přeměnilo na kino s 1000 místy a se dvěma úrovněmi balkonů (jako Grand Rex), kam počátkem 50. let chodil Jacques Brel, a kde psal některé své texty. V 80. letech návštěvnost kina upadala a v roce 1992 se z něj stalo opět divadlo.
Budova byla v roce 1988 zapsána mezi historické památky. V roce 2009 bylo divadlo kompletně zrestaurováno a pro veřejnost bylo otevřeno v roce 2010. Od té doby se začal věnovat pestrému programu: divadelní, klasické či varietní koncerty s Carlou Bruniovou, Julií Zenatti nebo i Bénabarem, ale také opery, operety, muzikály, módní přehlídky, filmové předpremiéry, různé přehlídky či festivaly. V Trianonu také v listopadu 2012 vystoupila zpěvačka Rihanna na svém turné 777 Tour k propagaci svého alba Unapologetic.
V přízemí se nachází kavárna Le Petit Trianon, ve stylu art deco, která byla po dvaceti letech uzavření opět zprovozněna v květnu 2011.